# Eric Williams
Eric Eustace Williams, född 25 september 1911, död 29 mars 1981, var en västindisk samhällsvetare och politiker.

## Biografi
Williams utbildade sig vid Oxford University där han tog sin doktorsexamen i historia under Vincent Harlow. Hans doktorsavhandling om de ekonomiska aspekterna av avskaffandet av slavhandeln och västindiska slaveri, publicerades som Capitalism and Slavery, (1944).
Från sin offentliga plattform, startade Williams 1956 sitt eget politiska parti, Folkets Nationella rörelse (PNM), som skulle föra Trinidad och Tobago till självständighet 1962, och dominera dess postkoloniala politik. 
Parallellt med att han uppehöll andra ministerposter, t. ex. finansminister från 1975, var han den första premiärministern i Trinidad och Tobago. Han tjänstgjorde från 1956 till sin död 1981. 
Williams var också en känd historiker med inriktning på Karibien och har givit ut flera verk inom ämnet.